# 瑞渓周鳳
瑞渓周鳳（ずいけいしゅうほう、明徳2年/元中8年12月8日（1392年1月2日）- 文明5年5月8日（1473年6月3日））は、室町時代中期の臨済宗夢窓派の僧。和泉国堺の出身で、俗姓は大伴氏。諱は周鳳。字は瑞渓。臥雲山人とも称される。諡号は興宗明教禅師（文明14年（1482年）勅諡）。

## 生涯
10歳のとき応永の乱で父を失った。このため、応永11年（1404年）に京都相国寺の無求周伸（むきゅうしゅうしん）を頼って上洛し、応永13年（1406年）に無求を師として出家した。応永20年（1413年）に師の死に逢ってその法を継承し、更に厳中周噩（げんちゅうしゅうがく）らの下で修行した。季瓊真蘂の推挙によって6代将軍足利義教に拝謁してその文筆を高く評価され、永享8年（1436年）に山城国景徳寺の住持に任ぜられる。翌年十刹の1つである等持寺の住持となり、永享11年（1439年）に発生した永享の乱後の処理のために義教の命を受けて関東に下向している。永享12年（1440年）に相国寺第50世住持となり、文安3年（1446年）10月に相国寺鹿苑院院主兼僧録に任じられ、後に康正2年（1456年）と応仁元年（1467年）に再任されて死去までに通算3度務めた。引き続き8代将軍足利義政に重用され、文筆の才により室町幕府の外交文書の作成にあたった。外交史書の『善隣国宝記』を編集し、足利義満の明との朝貢形式の外交を非難している。『臥雲日件録』という日記も著し、今参局、烏丸資任、有馬持家（子の有馬元家とも）を非難している。